# Elga Andersen
Elga Andersen, född Helga Hymen den 2 februari 1935 i Dortmund, död 7 december 1994 i New York, var en tyskfödd fotomodell som gjorde karriär som skådespelare i fransk film.

## Filmografi (urval)
- 1973 - Reptilen
- 1971 - Le Mans
- 1966 - Vild ungdom
- 1963 - À toi de faire mignonne
- 1962 – Spionens öga
- 1961 – Svarta monokeln
- 1960 - La mort à les yeux bleus
- 1960 - Os bandeirantes
- 1958 - Ett moln på min himmel
- 1958 - Hiss till galgen